# Brjansk
Brjansk (rus. Брянск) je grad u Rusiji, 379 km jugozapadno od Moskve. Upravno je središte Brjanske oblasti. Zemljopisnog je položaja 53°16′N 34°25′E / 53.267°N 34.417°E. 
Brjansku se ime izvodi od ruske riječi za gustiš, "bryn".
Broj stanovnika:
2001.: 454.700 
2004.: 409.900 
2010.: 415.721

## Povijest
Za Brjansk se pretpostavlja da je osnovan 985., za doba Vladimira I. od Kijiva kao misionarska i obrambena ispostava na desnoj obali rijeke Desne. 
Prvi put se spominje u pisanim ispravama 1146. kao Dobrjansk. Bio je posjed starije linije Černihivske grane dinastije Rjurikovića.
U 13. stoljeću, postao je sjedište samostalne kneževine i biskupije, a koncem istog stoljeća, Brjansk je došao pod vlast kneževa od Smolenska. 
U 14. stoljeću černihivski kneževi opet vladaju Brjanskom. Ipak, uskoro opet mijenja vladara, i pada pod vlast Velikog vojvodstva Litve.
- pod Černihivom do 1245.
- kneževina pod Zlatnom Hordom - 1245. – 1357.
- Rjurikovići
- Roman I. (u Černihivu od 1263.) - 1245. – 1285.
- Oleg (tada u Černihivu) - 1285. – 1286.
- Roman II. - 1286. – 1308.
- Bazil I. od Drucka - 1308. – 1309. d. 1314.
- Svetoslav (u Možajsku 1299. – 1303.) - 1309. – 1310.
- Bazil I od Drucka (ponovno) - 1310. – 1314.
- Dmitar - 1314. – 1333.
- Gleb - 1333. – 1340.
- Roman III. (u Černihivu do 1370s) - 1340. – 1355. d. 1401.
- Bazil II. - 1355. – 1356.
- anarhija - 1356. – 1357.
- kneževina pod Velikim vojvodstvom Litvom.
- Gediminovići (Gediminaiciai/GIEDYMINOWICZE)
- Dmitar II. - 1357. – 1379. d. 1399.
- izravno pod Litvom - 1379. – 1393.
- Teodor (Todor, Fjodor) (u Voliniji 1382. – 1393.) - 1393. d. 1431.
- izravno pod Litvom - 1393. – 1446.
- Rjurikovići
- Bazil III. - 1446. d. poslije 1456.
- Šimun Obolenski - 1446. – 1447.
- Litvi - 1447. – 1449.
- Gediminovići
- Mihovil Boleslav - 1449.
- izravno pod Litvom - 1449. – 1454.
- Rjurikovići
- Ivan (u Možajsku 1432. – 1454.) - 1454. – 14??.
- Litvi - 14??. - 1503.
- Moskovskoj kneževini - 1503. – 1605.
- Poljskoj-Litvi - 1605. – 1632.
- Rusiji otada

U 17. stoljeću Brjansk je postao važni trgovinski grad s godišnjim sajmovima. Dekretom cara Petra Velikog utemeljeno je prvo brodogradilište. 
Ratovi protiv Azova i Švedske donijeli su novi gospodarski zamah Brjansku. 1788. je otvorena tvornica oružja. Napoleon Bonaparte je više puta bezuspješno pokušavao 1812. godine zauzeti ovaj strateški važni grad.
S boljševičkom vlašću su došli novi industrijski pogoni, brojne elektrane i tvornice željezničkih vagona i lokomotiva. 
Od 06. listopada 1941. do 17. rujna 1943. Brjansk je bio zaposjednut od strane snaga Trećeg Reicha. Šume u okolnim područjima bile su tijekom okupacije jedno od glavnih područja partizanskog djelovanja u Rusiji.
Danas je Brjansk važan industrijski grad. Proizvode se u njemu elektronički dijelovi, turbine, lokomotive i ostala dobra. Pored toga, Brjansk je upravno i kulturno središte istoimene oblasti, kao i željezničko čvorište s velikim ranžirnim kolodvorom.

## Upravna podjela
Brjansk je podijeljen na 4 "rajona":
- Bežicki (prije 1956. grad Bežica)
- Sovjetski
- Fokinski
- Volodarski

## Obrazovne ustanove
- Podružnica Pravnog instituta ministarstva unutarnjih poslova Ruske Federacije u Brjansku
- Podružnica novog pravnog instituta Moskva
- Podružnica sveruskog instituta za novčarske znanosti i ekonomiju
- Institut za Izgradnju prijevoznih strojeva Brjansk
- Poljodjelski institut Brjansk
- Državna akademija I.-G.-Petrovsko-sveučilište Brjansk
- Državna inženjerskotehnološka akademija Brjansk
- Državna poljodjelska akademija Brjansk
- Državno tehničko sveučilište Brjansk

## Poznati Brjanšćani
- Naum Gabo, umjetnik
- Svetlana Vladimirowna Kriveljova, bacačica kugle i olimpijska pobjednica
- Galina Malčugina, sprintašica i osvajačica olimpijskog odličja
- Jan Nepomnjašči, šahovski velemajstor i izazivač za svjetskog prvaka

## Vanjske poveznice
- Lokalna uprava
- http://goroda.novozybkov.ru
- https://web.archive.org/web/20050827163707/http://www.bryansk.org/
- http://www.bryanskcity.ru/
- https://web.archive.org/web/20050828134847/http://www.bryansk.net.ru/
- https://web.archive.org/web/20051103085104/http://www.aif.brk.ru/
- https://web.archive.org/web/20050916083754/http://www.debryansk.ru/~ron/mudrov/page_0001.html
- http://www.bryanskobl.ru/
- http://www.bitmcnit.bryansk.ru/bryansk/arh/index.htm  Arhivirana inačica izvorne stranice od 25. prosinca 2004. (Wayback Machine)